# Istibanja
Istibanja é uma vila localizada no município de Vinica, na República da Macedônia do Norte.